# 真庭市コミュニティバス

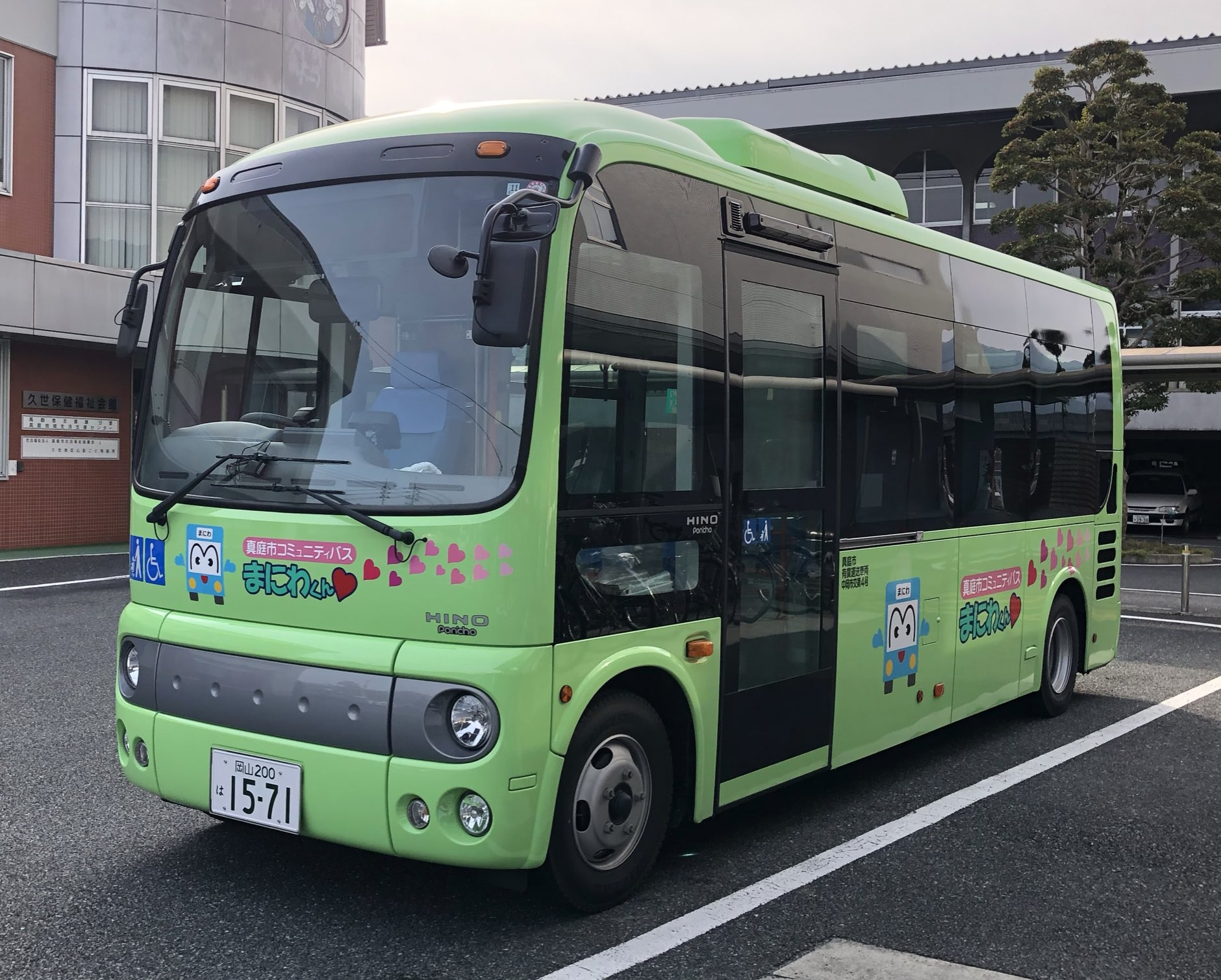
幹線ルートで使用される車両

真庭市コミュニティバス（まにわしコミュニティバス、通称まにわくん♡）は、岡山県真庭市・真庭郡新庄村で運行しているコミュニティバス・乗合タクシーである。
このうち、27系統（中曽・関金ルート）は隣接する鳥取県倉吉市の関金温泉に乗り入れている（ただし、倉吉市内はノンストップ）。
なお、真庭市に合併前の各町村にて運行していて、合併後も真庭市コミュニティバスに再編されるまで運行していた自治体バスについても、後で述べる。

## 沿革
- 2007年4月1日 市内の交通空白地域をカバーするため、運行を開始した。
- 2007年11月1日 中鉄美作バスの11路線が廃止されたことを受け、廃止代替路線を運行開始。運行は系統別に北房観光・中鉄美作バス・エンゼルタクシー（現・エンゼルサービス）・フクモトタクシー・富原タクシー・真賀観光バス・蒜山タクシーの7事業者に委託していた。
- 2009年4月1日 運行委託先を一部変更。また、31系統（振興局・中和ルート）を経路変更。
  - エンゼルタクシーに委託していた全路線を落合タクシーに変更。
  - 真賀観光バスに委託していた全路線を蒜山タクシーに変更。
  - 16系統（美甘ルート）・21系統（中和ルート）・30-1系統（振興局・湯原ルート（スクールバス））・30-2系統（振興局・湯原ルート（コミュニティバス））・31系統（振興局・中和ルート）を中鉄美作バスから蒜山タクシーに変更。
- 2009年10月1日 備北バスの1路線（北房・落合線）・中鉄北部バスの2路線（蒜山線と新庄線）が廃止されたことを受け、廃止代替路線となる幹線3路線（毎日運行）を運行開始。
  - 35系統（北房・久世ルート）・36系統（新庄・久世ルート）・37系統（蒜山・久世ルート）を新設。
  - 30-1系統（振興局・湯原ルート（スクールバス））と30-2系統（振興局・湯原ルート（コミュニティバス））を統合し、30系統（振興局・湯原ルート）に再編。
  - 31系統（振興局・中和ルート）と21系統（中和ルート）を直通化。
- 2016年7月16日 米子自動車道・二川バス停へ山陰特急バス（日本交通）が停車することになったを受け、38系統（湯原・蒜山（二川BS）ルート）を新設。
- 2019年4月1日  欠番を埋めるため系統番号を変更。
- 2020年6月1日  14系統（藤森ルート（コミュニティバス））を35系統（二川地域ルート（乗合タクシー））に変更。
- 2021年4月1日  35系統（二川地域ルート（乗合タクシー））を14系統に変更。4系統（吉・田原山上ルート）と21系統（吉ルート）を統合し、4系統（津田地域ルート（乗合タクシー））に再編。
- 2022年
  - 4月1日 1系統（北房ルート）に高岡上 - 中国勝山駅線（北房・勝山ルート）を新設。
  - 7月1日 欠番を埋めるため系統番号を変更。
- 2023年
  - 4月1日  23系統（勝山・追分ルート）と津山市コミュニティバス「ごんご久米線」の乗継バス停を美作追分駅に変更（追分口停留所を廃止）。
  - 10月1日 「チョイソコまにわ」の実証運行開始に伴い、以下の路線を変更。
    - 廃止する枝線
      - 【落合】5系統（上山ルート）、6系統（杉山ルート）、3系統（別所・日野上ルート）、2系統（別所ルート）、22系統（西河内ルート）、21系統（久世・河内ルート）
      - 【久世】8系統（樫西・三阪ルート）、7系統（樫東・余野ルート）
      - 【勝山】9系統（星山ルート）、27系統（福谷・寺河内ルート）、10系統（神退・月田ルート）

    - 減便する枝線
      - 【久世】23系統（勝山・追分ルート）（4～7便）

  - 10月2日 幹線にキャッシュレス決済（交通系ICカード（PiTaPaを除く）・iD・まにこいん[1][2]）を導入（「チョイソコまにわ」でも同時導入）[3]。
- 2024年4月1日 17系統（湯原・中和ルート）、18系統（中和ルート）、25系統（振興局・中和ルート）をコミュニティバスから乗合タクシーに変更し、17系統（中和地域ルート（湯原方面））、18系統（中和地域ルート（中和地域全域））、25系統（中和地域ルート（上福田方面））に再編。

## 概要
- 運賃は大人200円、小学生100円均一。幼児は無料。
  - ただし、小学生・中学生が通学のために乗車する場合は無料。
- 回数券（1,000円券（100円券の11枚綴り）・2,000券（200円券の11枚綴り））の設定もある。
- バス車内でキャッシュレス決済が可能となっている。利用可能なキャッシュレス決済はKitaca・Suica・PASMO・TOICA・manaca・ICOCA・SUGOCA・nimoca・はやかけん・iD・まにこいん[1][2][4]。交通系ICカードは交通利用扱いではなく、電子マネー扱いとなるため、PiTaPaは利用できない。交通系ICカード・iD・まにこいんへのチャージにはバス車内では対応していないので注意が必要である。
- 交通系ICカード・まにこいんでチャージ可能な施設は異なる。
  - 交通系ICカード（PiTaPaを除く）：セブン銀行ATM[5]、ローソン銀行ATM（新型機のみ）、コンビニエンスストア[6]、イオングループの店舗[7]、しまむらグループの店舗[8]、ツルハグループ（調剤薬局を除く）の店舗等
    - JR西日本の美作追分駅、美作落合駅、古見駅、久世駅、中国勝山駅、月田駅、富原駅は交通系ICカードのエリア外なのでチャージができない。

  - まにこいん：セブン銀行ATM、まにこいん専用チャージ機[9]、銀行口座（トマト銀行、中国銀行）
- 運行は系統別に北房観光・中鉄美作バス・エンゼルサービス・フクモトタクシー・津田コミュニティ交通協議会・二川デマンド交通協議会・中和コミュニティ交通協議会・ホテル蒜山ヒルズ・蒜山運送の9事業者に委託している。事業者は変更となる場合がある。
- 下記の系統以外は、全てデマンドバスのため、予約が必要となる（1系統・31系統・32系統は前日まで）。
  - 1系統（北房ルート）の一部便（北房・勝山ルート）
  - 13系統（美甘ルート）
  - 15系統（真賀・釘貫小川・社ルート）
  - 16系統（湯原・美甘ルート）
  - 23系統（勝山・追分ルート）
  - 24系統（上福田・湯原ルート）
  - 26系統（中曽・関金ルート）
  - 28系統（北房・久世ルート）
  - 29系統（新庄・久世ルート）
  - 30系統（蒜山・久世ルート）
- 幹線と31系統・32系統は毎日運行。幹線と31系統・32系統以外は全便、日祝日・振替休日・年末年始（12月31日 - 1月3日）は運休となる。

## 路線

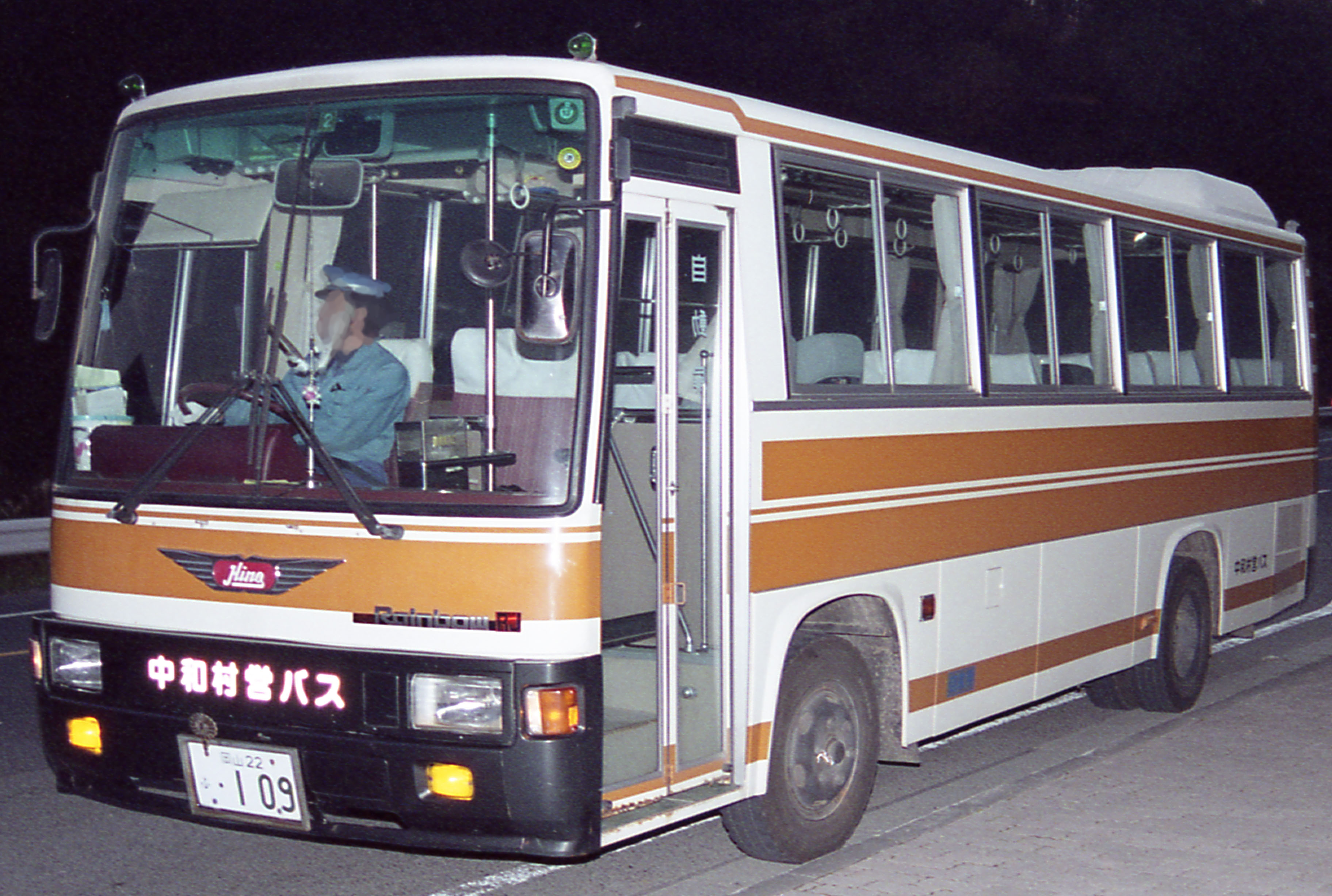
中和村営バスの車両（2001年当時）

詳細な運行案内は、外部リンクの「真庭市コミュニティバス『まにわくん♡』の運行について」を参照のこと。
（停留所名）は一部の便のみ停車。＜停留所名／停留所名＞はどちらかを経由。

### 幹線
- 28系統（北房・久世ルート）：エンゼルサービスに運行委託
  - 真庭市役所 - 落合インター - 落合上町 - 美作落合駅 - 真庭高校落合校地前 - プラムタウン真庭 - （落合総合センター） - 美川橋 - 水田新町 - 五名 - 北房インター - 井尾口 - 谷尻 - 北房中学校前 - 呰部 - 中津井 - 高岡上
  - 真庭市役所 - 落合インター - プラムタウン真庭 - 真庭高校落合校地前 - 美作落合駅 - 落合上町 - （落合総合センター） - 美川橋 - 水田新町 - 五名 - 北房インター - 井尾口 - 谷尻 - 北房中学校前 - 呰部 - 中津井 - 高岡上
- 29系統（新庄・久世ルート）：フクモトタクシーに運行委託
  - 真庭市役所 - ＜ゆめタウン前／久世駅前（中山病院前）＞ - 黒尾 - 中国勝山駅 - 四季桜 - 湯谷 - 美甘振興局前 - 美甘小学校前 - 羽仁 - 道の駅新庄 - 新庄村役場 - 梨瀬

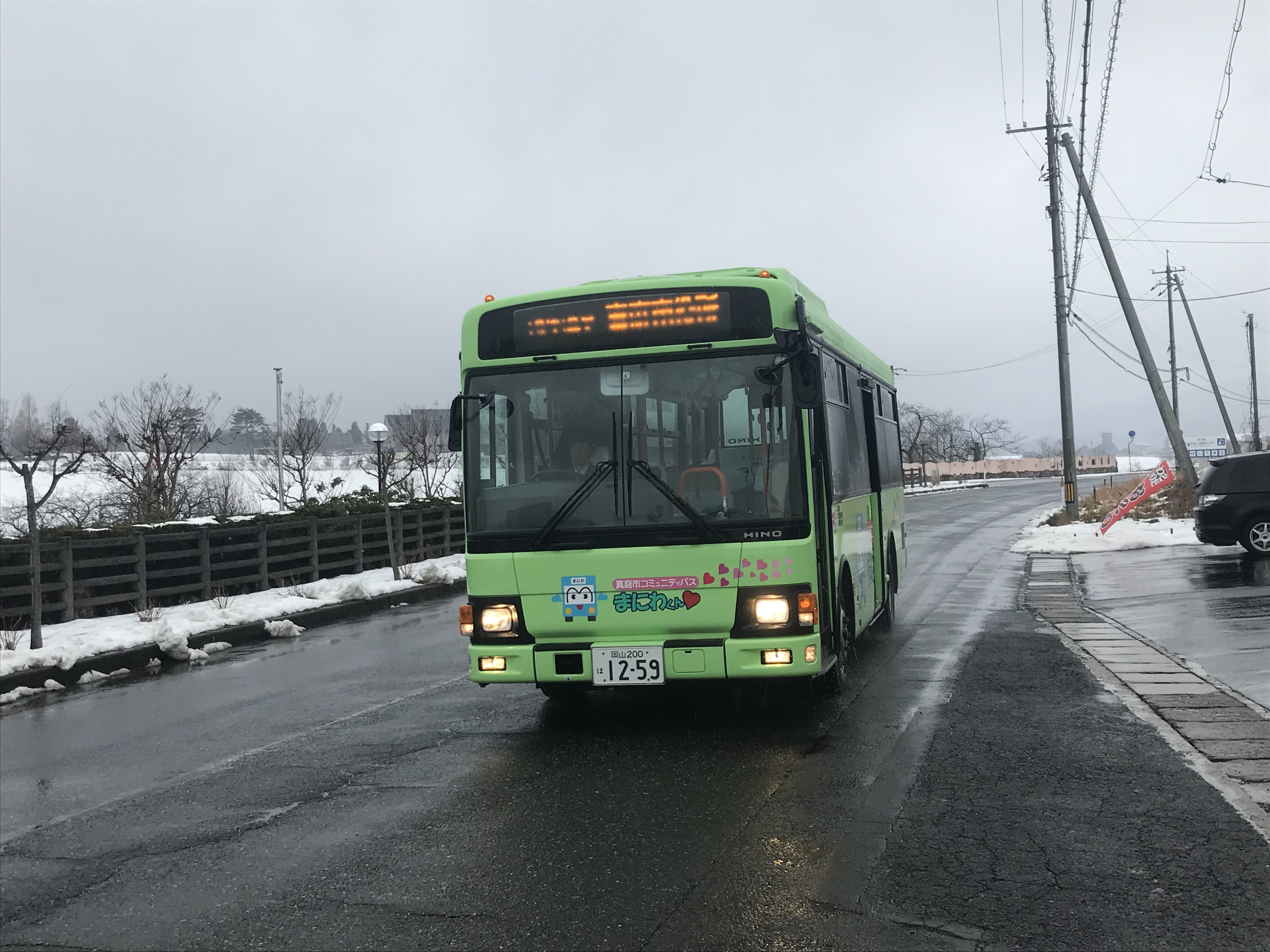
蒜山・久世ルートのバス車両

- 30系統（蒜山・久世ルート）：中鉄美作バス・フクモトタクシー（中福田 → 禾津の区間便のみ）に運行委託
  - 真庭市役所 - 久世駅前（中山病院前） - 黒尾 - 中国勝山駅 - 神庭口 - 真賀温泉前 - 禾津局前（片岡医院前） - 禾津 - 湯原中学校前 - 湯原温泉病院 - はんざき橋 - 湯原振興局前 - 湯原温泉 - 田羽根上 - 初和 - 宮田 - スポーツセンター前 - 吉森 - 蒜山振興局（蒜山図書館） - 富山根 - 中福田 - おおくに歯科医院前 - 上福田 - 蒜山高原（休暇村前）
    - 4月 - 9月の月曜日 - 金曜日（祝日・振替休日を除く）のみ中福田 → 禾津の区間便が1本運行されている（この便のみフクモトタクシーに運行委託）。

### 北房地域
- 1系統（北房ルート）：北房観光に運行委託
  - 高岡上 - 中津井 - 呰部 - 北房中学校前 - 谷尻 - 井尾口 - 北房インター - 五名 - 水田新町 - 美川橋 - 関上 - 佐引 - 桜 - 元JAまにわ月田支所前 - 三堂 - 中国勝山駅
    - 月曜日 - 金曜日（祝日・振替休日を除く）のみ運行。

  - 北房水田 - 水田新町 - 牧原医院 - 五名 - 井尾口 - 谷尻 - 北房中学校前 - （廣惠医院 - よこうえ歯科） - 北房振興局 - 呰部 - さとう医院 - 上合地 - 双内 - 〔高鶴部 → 草谷 → 杉 → 阿口境 → 原茂〕
    - 月曜日・水曜日のみ運行。

  - 廣惠医院 - よこうえ歯科 - 北房振興局 - 呰部 - さとう医院 - 新田 - 樽見 - 横内
    - 月曜日・水曜日のみ運行。

  - 廣惠医院 - よこうえ歯科 - 呰部 - さとう医院 - 北房振興局 - 北房中学校前 - 谷尻 - 井尾口 - 五名 - 牧原医院 - 水田新町 - 北房水田 - 井殿 - 菅野
    - 火曜日・金曜日のみ運行。

  - 井尾口 - 谷尻 - 能楽
    - 火曜日・金曜日のみ運行。

### 勝山地域

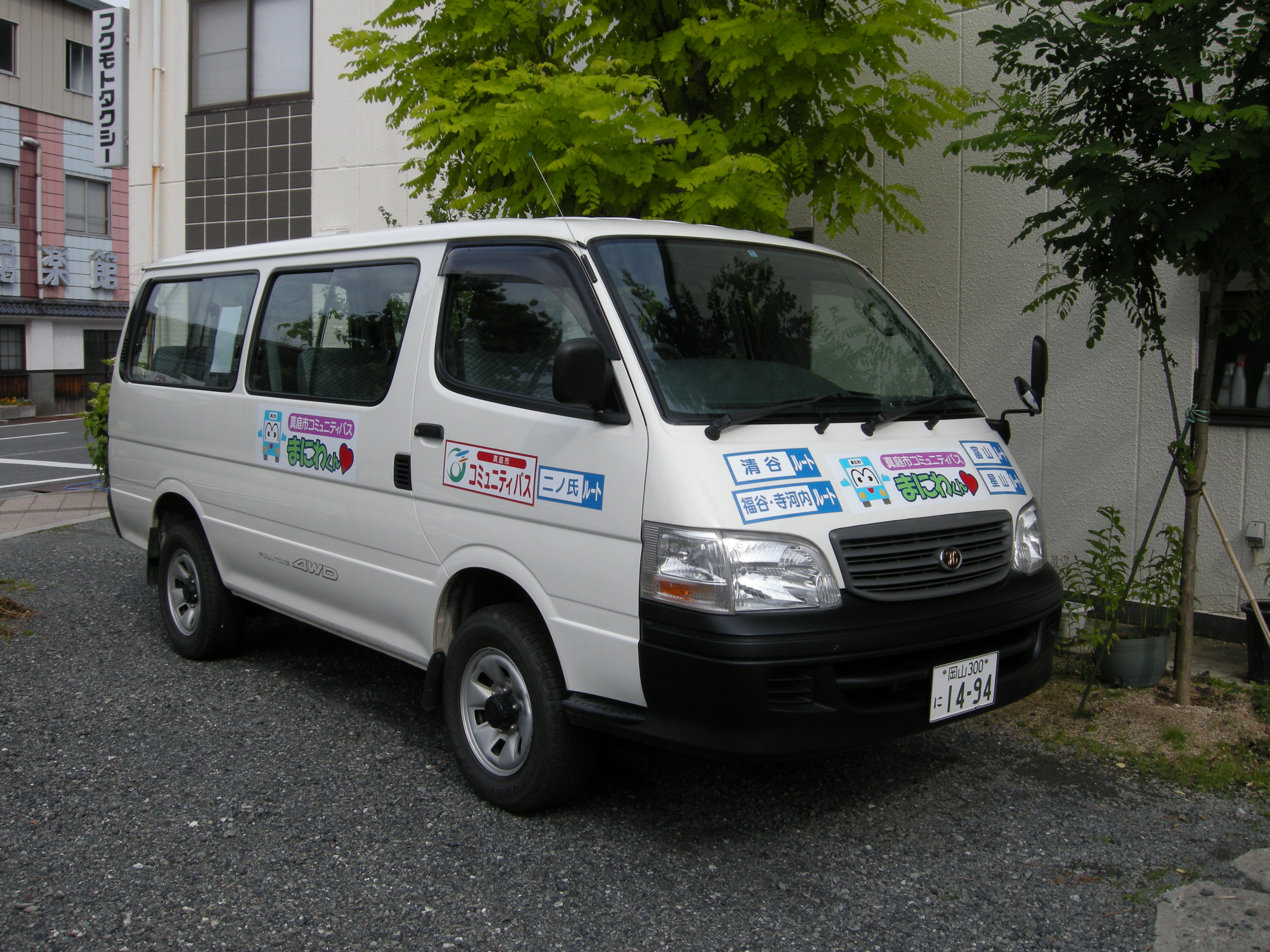
フクモトタクシー委託路線の車両

- 11系統（富原・月田ルート）：フクモトタクシーに運行委託
  - 〔中国勝山駅 → 近藤病院前 → 真庭中央図書館〕 - 勝山病院 - 三堂 - 元JAまにわ月田支所前 - 森久 - 岩井畝 - 殿河内 - 広近 - 富原駅 - 神谷 - 長谷 - 滝の上 - 清谷中 - 大来尾
    - 隔週で月曜日・水曜日・金曜日または火曜日・木曜日のみ運行（11系統・12系統のいずれか1路線のみを運行）。
- 12系統（富原・月田ルート）：フクモトタクシーに運行委託
  - 〔中国勝山駅 → 近藤病院前 → 真庭中央図書館〕 - 勝山病院 - 三堂 - 元JAまにわ月田支所前 - 森久 - 畝大平 - 仁子 - 畝大平 - 森久 - 後谷中 - 和手 - 首尾
    - 隔週で月曜日・水曜日・金曜日または火曜日・木曜日のみ運行（11系統・12系統のいずれか1路線のみを運行）。
- 富原・月田地域ルート以外の枝線は「チョイソコまにわ」（会員制・予約制乗合タクシー。フクモトタクシー・落合タクシー・エンゼルサービスに運行委託）へ移行した。

### 落合地域
- 4系統（津田地域ルート（乗合タクシー））：津田コミュニティ交通協議会に運行委託
  - 杉江医院 - 落合総合センター - プラムタウン真庭 - 美作落合駅 - （コース不定） - 津田地域（予約制）
    - 月曜日・金曜日のみ運行（金曜日は午前のみ）。
- 津田地域ルート以外の枝線は「チョイソコまにわ」（会員制・予約制乗合タクシー。フクモトタクシー・落合タクシー・エンゼルサービスに運行委託）へ移行した。

### 湯原地域
- 14系統（二川地域ルート（乗合タクシー））：二川デマンド交通協議会に運行委託
  - 湯原温泉 - 湯原振興局前 - はんざき橋 - 湯原温泉病院 - 湯原中学校前 - 禾津局前（片岡医院前） - 禾津 - 豊栄 - 郷緑温泉前 - 本庄 - 原尻 - 見明戸コミュニティ前 - 常路井 - 金ヶ原 - （コース不定） - 二川地域（予約制）
    - 月曜日・水曜日・金曜日のみ運行。
- 15系統（真賀・釘貫小川・社ルート）：フクモトタクシーに運行委託
  - 禾津局前（片岡医院前） - 禾津 - 湯原温泉病院 - はんざき橋 - 湯原振興局前 - 湯原温泉 - 田羽根古屋 - 田羽根上 - 田羽根谷上
    - 水曜日のみ運行。

  - 湯原振興局前 - はんざき橋 - 湯原温泉病院 - 禾津 - 禾津局前（片岡医院前） - 禾津 - 豊栄 - 羽部
    - 水曜日のみ運行。

  - 禾津局前（片岡医院前） - 禾津 - はんざき橋 - 湯原振興局前 - はんざき橋 - 湯原温泉病院 - 社コミュニティ前 - 本谷集会所前 - 牧原集会所前 - 湯原中学校前 - 小川 - 釘貫 - 小川 - 禾津局前（片岡医院前） - 真賀温泉前
    - 月曜日・水曜日・金曜日のみ運行。
- 16系統（湯原・美甘ルート）：フクモトタクシーに運行委託
  - 湯原温泉病院 - 禾津 - 禾津局前（片岡医院前） - 禾津 - 豊栄 - 郷緑温泉前 - 本庄 - 原尻 - 見明戸コミュニティ前 - 三谷口 - 正盛 - 通見口 - 正盛 - 三谷口 - 追谷橋 - 中村 - 峪 - 篠原 - 美甘小学校前 - 美甘振興局前 - 美甘小学校前 - 羽仁集会所前 - 山路集会所前
    - 月曜日・金曜日のみ運行。

  - 三谷口 - 正盛 - 通見口 - 美甘振興局前 - 美甘小学校前 - 羽仁集会所前 - 山路集会所前
    - 月曜日・金曜日のみ運行。
- 24系統（上福田・湯原ルート）：フクモトタクシーに運行委託
  - 湯原温泉 - 湯原振興局前 - はんざき橋 - 湯原温泉病院 - 湯原中学校前 - 禾津局前（片岡医院前） - 禾津 - 豊栄 - 郷緑温泉前 - 本庄 - 原尻 - 見明戸コミュニティ前 - 常路井 - 金ヶ原 - 大谷口 - 立石 - 粟谷 - 藤森 - 粟住 - 中福田 - おおくに歯科医院前 - 上福田
    - 月曜日 - 土曜日のみ運行。

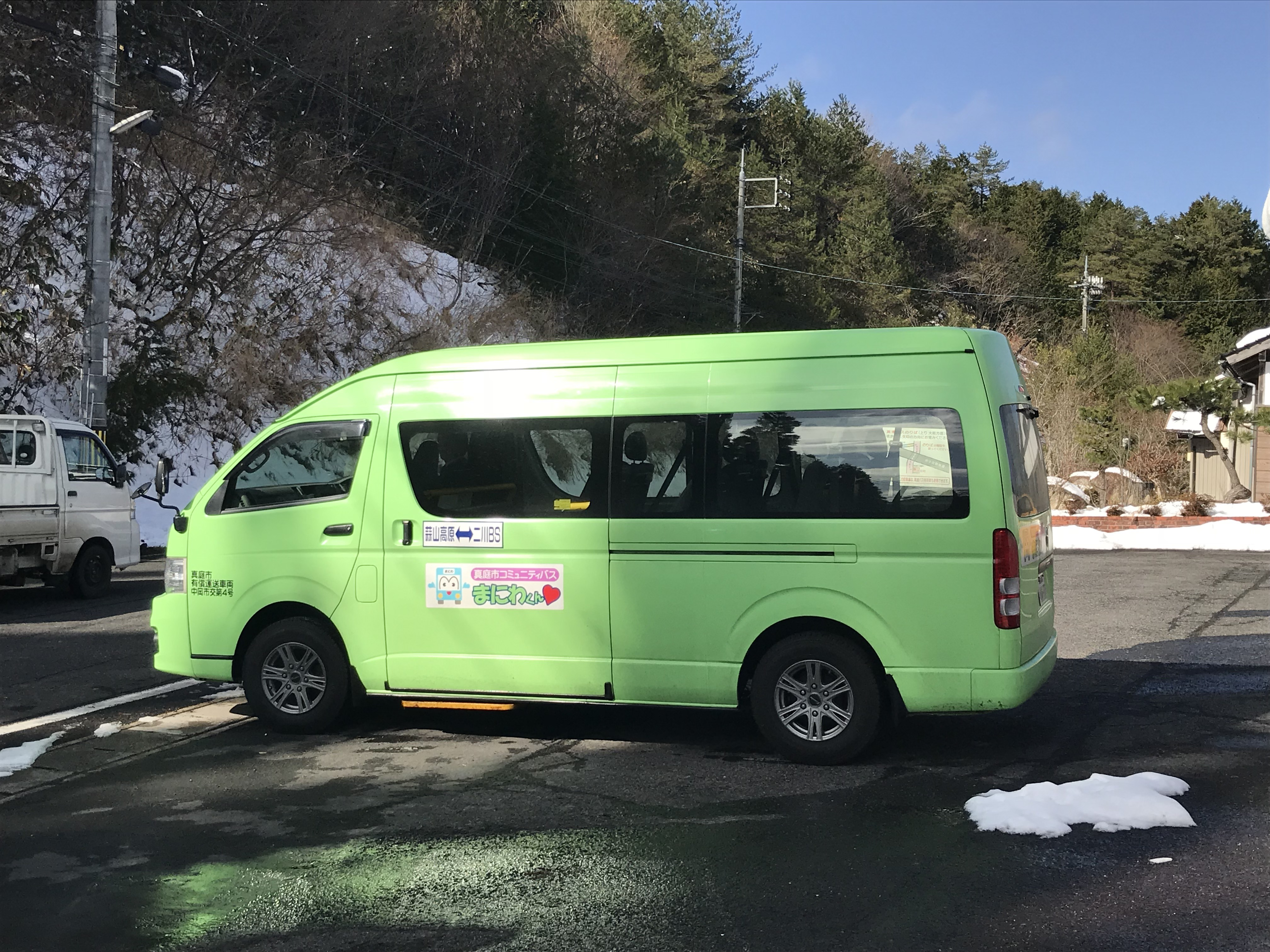
蒜山（二川BS）ルートのバス(事前予約制)

- 31系統（蒜山（二川BS）ルート）：ホテル蒜山ヒルズに運行委託
  - 湯原・蒜山（二川BS） - 藤森 - （蒜山振興局） - 中福田 - 蒜山高原 - 津黒高原荘（予約制）
    - 二川BSへの高速バス利用者のみ乗車可能（二川BS以外は、津黒高原荘行きは降車のみ、二川BS行きは乗車のみの扱いとなる。）。
    - 湯原・蒜山（二川BS）で日本交通「山陰特急バス」（弁天営業所・なんば（OCAT） - 二川BS・米子駅・米子営業所）に連絡。
- 32系統（湯原（二川BS）ルート）：ホテル蒜山ヒルズに運行委託
  - 湯原・蒜山（二川BS） - 郷緑温泉前 - はんざき橋 - （湯原振興局） - 湯原温泉 - 津黒高原荘（予約制）
    - 二川BSへの高速バス利用者のみ乗車可能（二川BS以外は、津黒高原荘行きは降車のみ、二川BS行きは乗車のみの扱いとなる。）。
    - 湯原・蒜山（二川BS）で日本交通「山陰特急バス」（弁天営業所・なんば（OCAT） - 二川BS・米子駅・米子営業所）に連絡。

### 久世地域
- 23系統（勝山・追分ルート）：中鉄美作バスに運行委託
  - 真庭中央図書館 - 勝山病院 - 中国勝山駅 - 原 - （百楽苑前） - 久世駅前（中山病院前） - 真庭市役所 - 五反 - 西口（まにわ整形前） - 目木 （← 河内郵便局前 ← 美作追分駅）
  - 真庭市役所 → 五反 → 西口（まにわ整形前） → 目木 → 久世インター → 河内郵便局前 → 美作追分駅
    - 月曜日 - 金曜日のみ運行。
    - 日中の便は「チョイソコまにわ」（会員制・予約制乗合タクシー。フクモトタクシー・落合タクシー・エンゼルサービスに運行委託）へ移行した。
    - 久世インター（朝の真庭市役所発美作追分駅行き1本のみ経由）で日本交通「山陰特急バス」（弁天営業所・なんば（OCAT） - 久世IC・倉吉駅・倉吉バスセンター・中央自動車学校）に連絡。
    - 美作追分駅で津山市コミュニティバス「ごんご久米線」（中鉄北部バス運行）に連絡。
- 勝山・追分ルート以外の枝線は「チョイソコまにわ」（会員制・予約制乗合タクシー。フクモトタクシー・落合タクシー・エンゼルサービスに運行委託）へ移行した。

### 美甘地域
- 13系統（美甘ルート）：フクモトタクシーに運行委託
  - 美甘小学校前 - 篠原 - 峪 - 中村 - 追谷橋 - 三谷口 - 正盛 - 通見口 - 美甘振興局前
    - 月曜日 - 金曜日のみ運行。

### 蒜山地域
- 17系統（中和地域ルート（湯原方面）（乗合タクシー））：中和コミュニティ交通協議会に運行委託
  - 禾津局前（片岡医院前） - 禾津 - 湯原温泉病院 - はんざき橋 - 湯原振興局前 - 湯原温泉 - 田羽根上 - 初和 - （コース不定） - 中和地域全域
    - 火曜日・木曜日のみ運行。
- 18系統（中和地域ルート（中和地域全域）（乗合タクシー））：中和コミュニティ交通協議会に運行委託
  - 中和地域全域
    - 月曜日 - 土曜日のみ運行。
- 25系統（中和地域ルート（上福田方面）（乗合タクシー））：中和コミュニティ交通協議会に運行委託
  - 上福田（川上保健センター） - おおくに歯科医院前 - 中福田 - 蒜山振興局（蒜山図書館） - 吉森 - スポーツセンター前 - 宮田 - 初和 - （コース不定） - 中和地域全域
    - 月曜日・水曜日・金曜日・土曜日のみ運行。
- 19系統（八束ルート）：蒜山運送に運行委託
  - 蒜山振興局前 - （コース不定） - 蒜山下見地区
    - 月曜日・水曜日・木曜日のみ運行。
- 20系統（川上ルート）：蒜山運送に運行委託
  - 蒜山振興局前 - （コース不定） - 蒜山上徳山地区
    - 火曜日・木曜日・金曜日のみ運行。
- 26系統（中曽・関金ルート）：蒜山運送に運行委託
  - 中曽 - 延助 - 上福田 - （蒜山高原（休暇村前）） - 上福田 - おおくに歯科医院前 - 中福田 - 富山根 - 蒜山振興局（蒜山図書館） - 吉森 - スポーツセンター前 - 宮田 - 蒜山犬挟 - 東 - （ノンストップ） - 関金温泉
    - 月曜日 - 土曜日のみ運行。
    - 関金温泉で日本交通「関金線」（関金温泉 - 倉吉駅 - 倉吉バスセンター・中央自動車学校）に連絡。

## 車両
路線型の車両は日野自動車製が主力である。2018年に初のノンステップバスとなる日野レインボー（3代目）、2021年に日野ポンチョ（2代目）を導入した。

### 主力車種
- 日野・レインボー
- 日野・メルファ
- 日野・ポンチョ
- 三菱・アウトランダーPHEV（14系統（二川地域ルート））
- トヨタ・ハイエース（17・18・25系統（中和地域ルート））

## 以前に運行していた自治体バス
真庭市に合併前の自治体にて運行していた自治体バスである、北房町営バス（ほくぼうちょうえいバス）、中和村営バス（ちゅうかそんえいバス）について、以下に述べる。なお、いずれも合併後もコミュニティバスへの再編まで真庭市にて引き続き運行していた。

### 北房町営バス
- 北房町が運行していた自治体バスで、道路運送法の規定に基づく自家用自動車（白ナンバー車）による有償運送（いわゆる80条バス）での運行であった。
- スクールバスに一般の乗客も乗るスクールバス混乗方式であり、運行は北房中学校の登校日に合わせていた。
- 運行本数は、午前・午後各1往復ずつであった。
- 町有バス1台を、臨時運転手を雇って運行していた。

#### 路線
以下1路線があった。　※全バス停記載
- 北房中学校前 - 役場前 - 備北バス呰部営業所前 - 犬田 - 丸山 - 上合地 - 三谷 - 双内 - 三尾寺口 - 阿口橋 - 原茂 - 阿口小学校前

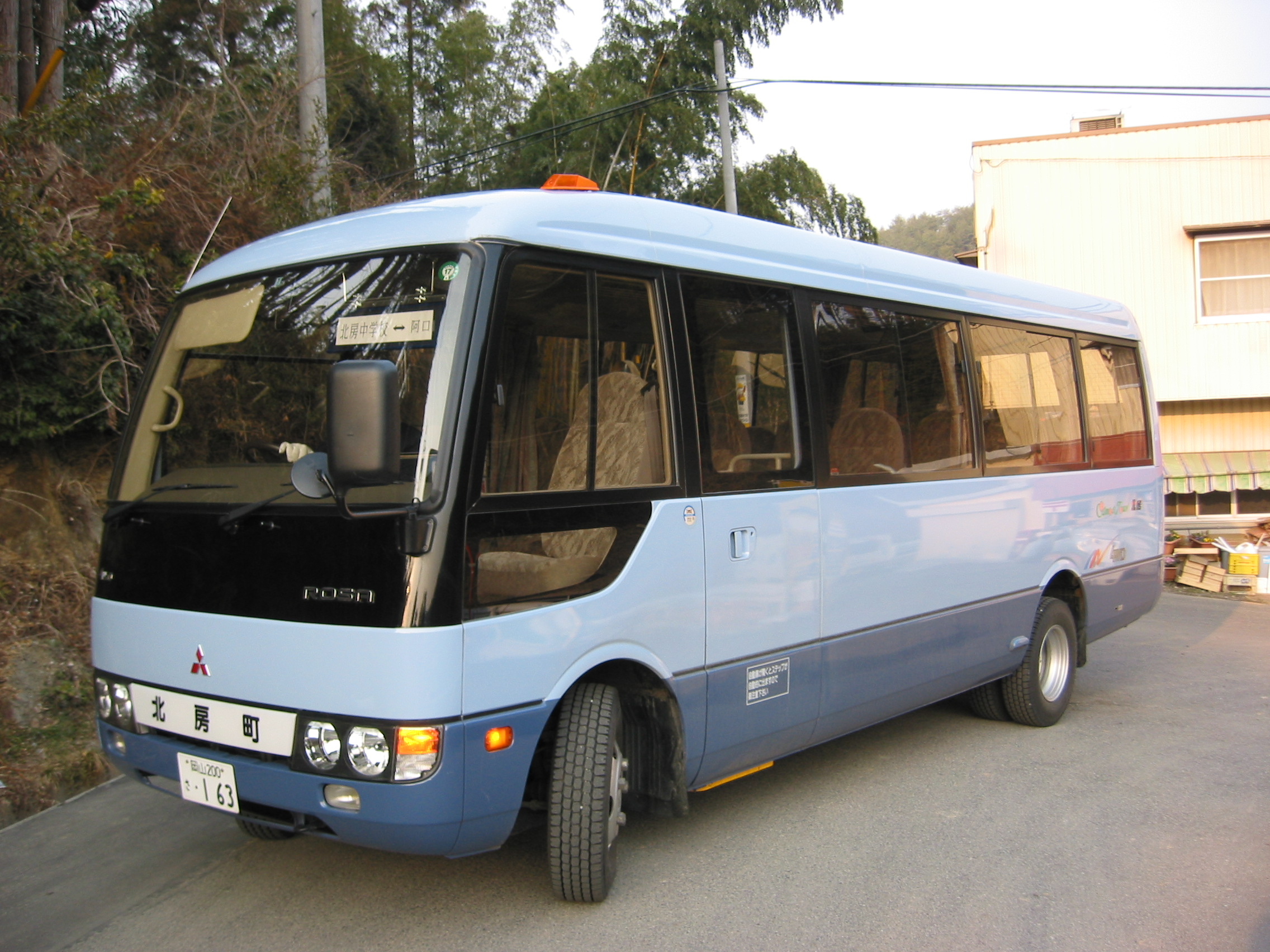
北房町営バスの車両（2005年当時）

### 中和村営バス

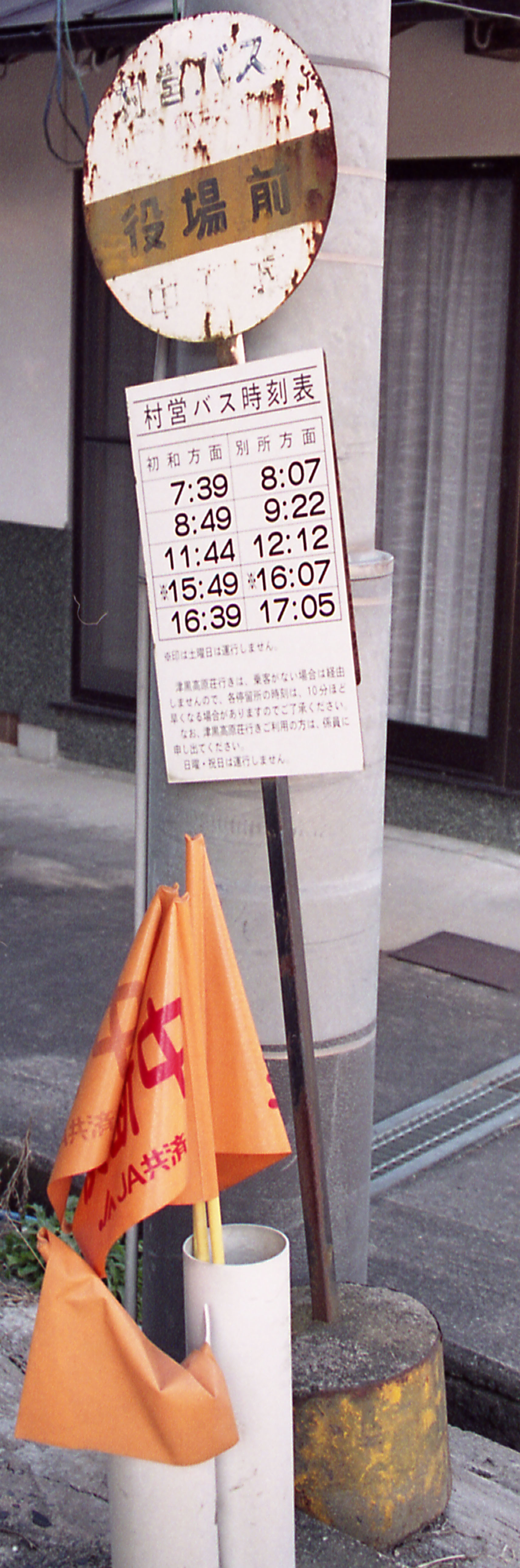
中和村営バスのバス停

- 中和村が運行していた自治体バスで、道路運送法の規定に基づく自家用自動車（白ナンバー車）による有償運送（いわゆる80条バス）での運行であった。
- 日曜・祝日・正月は運休だった。
- 運行本数は、午前3往復・午後2往復であった。
- 村有バス1台を、臨時運転手を雇って運行していた。

#### 路線
以下1路線があった。
- 初和 - 別所

### 参考資料
- 真庭地域合併協議会　協議第28号　交通関係事業について（協定項目25－4）　参考資料　事務事業名：町村営バス・スクールバスの運行